# Marie-Luise Hilger
Marie-Luise Hilger (* 17. August 1912 in Bremen; † 25. Dezember 1996 in Kassel) war eine deutsche Juristin, Hochschullehrerin und Vorsitzende Richterin am Bundesarbeitsgericht.

## Leben
Marie-Luise Hilger verbrachte ihre Kindheit und Schulzeit in Bremen und Heidelberg. Nach Ablegung des zweiten Staatsexamens war sie von 1937 bis 1941 Hochschulassistentin bei Wolfgang Siebert in Kiel und Berlin. Von 1947 bis 1959 arbeitete sie als Schriftleiterin der Fachzeitschrift Der Betriebs-Berater und als Lektorin einer Verlagsgesellschaft in Heidelberg.
Im Sommersemester 1951 erhielt Marie-Luise Hilger erstmals einen Lehrauftrag für Arbeitsrecht an der Universität Heidelberg. 1959 erfolgte ihre Habilitation mit der Venia legendi für Bürgerliches Recht und Arbeitsrecht. Ab dem Wintersemester 1962/63 hatte sie eine Honorarprofessur an der juristischen Fakultät der Georg-August-Universität Göttingen inne. Ab 1960 bis 1972 gehörte sie der ständigen Deputation des Deutschen Juristentages an.
Hilger wurde 1959 als eine der ersten Frauen an einem obersten Gerichtshof des Bundes zur Richterin am Bundesarbeitsgericht (seinerzeit noch Bundesrichterin) ernannt. Dem folgte am 1. November 1973 die Ernennung zur Vorsitzenden Richterin am Bundesarbeitsgericht. In dieser Funktion übernahm sie bis zu ihrem Eintritt in den Ruhestand den Vorsitz des 5. Senates, der im Wesentlichen für Fragen der Entgeltfortzahlung, des Erziehungsurlaubes, des Mutterschutzes und des Arbeitsvertragsrechts zuständig war.

## Ehrungen
1969 wurde Frau Hilger das Verdienstkreuz 1. Klasse des Verdienstordens der Bundesrepublik Deutschland, umgangssprachlich Bundesverdienstkreuz, verliehen. 1980 folgte die Verleihung des großen Verdienstkreuzes des Verdienstordens.

## Veröffentlichungen
- Die Arbeitsbedingungen im französischen Arbeitsrecht. Ein Beitrag zum System der französischen Arbeitsverfassung. Dissertation. Deutscher Rechtsverlag, Berlin / Leipzig / Wien 1939, DNB 580186741.
- Mit Wolfgang Siebert: Arbeitsrecht. Sammlung arbeitsrechtlicher Vorschriften für die US- und britische Zone. 2. Auflage. Deutsche Nationalbibliothek, Leipzig / Frankfurt am Main 2023, DNB 129080740X (Erstausgabe: Recht und Wirtschaft, Heidelberg  1949).
- Das betriebliche Ruhegeld. Zugleich ein Beitrag zum Recht der betrieblichen Arbeitsbedingungen. Verlags-Gesellschaft Recht und Wirtschaft, Heidelberg 1959, DNB 452015731.
- Der Einfluss des kollektiven Arbeitsrechts auf das Einzelarbeitsverhältnis. Referat sowie Diskussionsbeiträge und Beschluss. Mohr (Siebeck), Tübingen 1962, DNB 452015723.